# Noël Le Mire
Pour les articles homonymes, voir Le Mire.
Noël Le Mire est un dessinateur et graveur à l'eau-forte et au burin français né le 20 novembre 1724 à Rouen. Il vécut à Paris successivement rue Saint-Jacques à hauteur du collège du Plessis, puis au 80, rue de la Harpe où il est mort le 30 ventôse an IX (21 mars 1801).

## Biographie

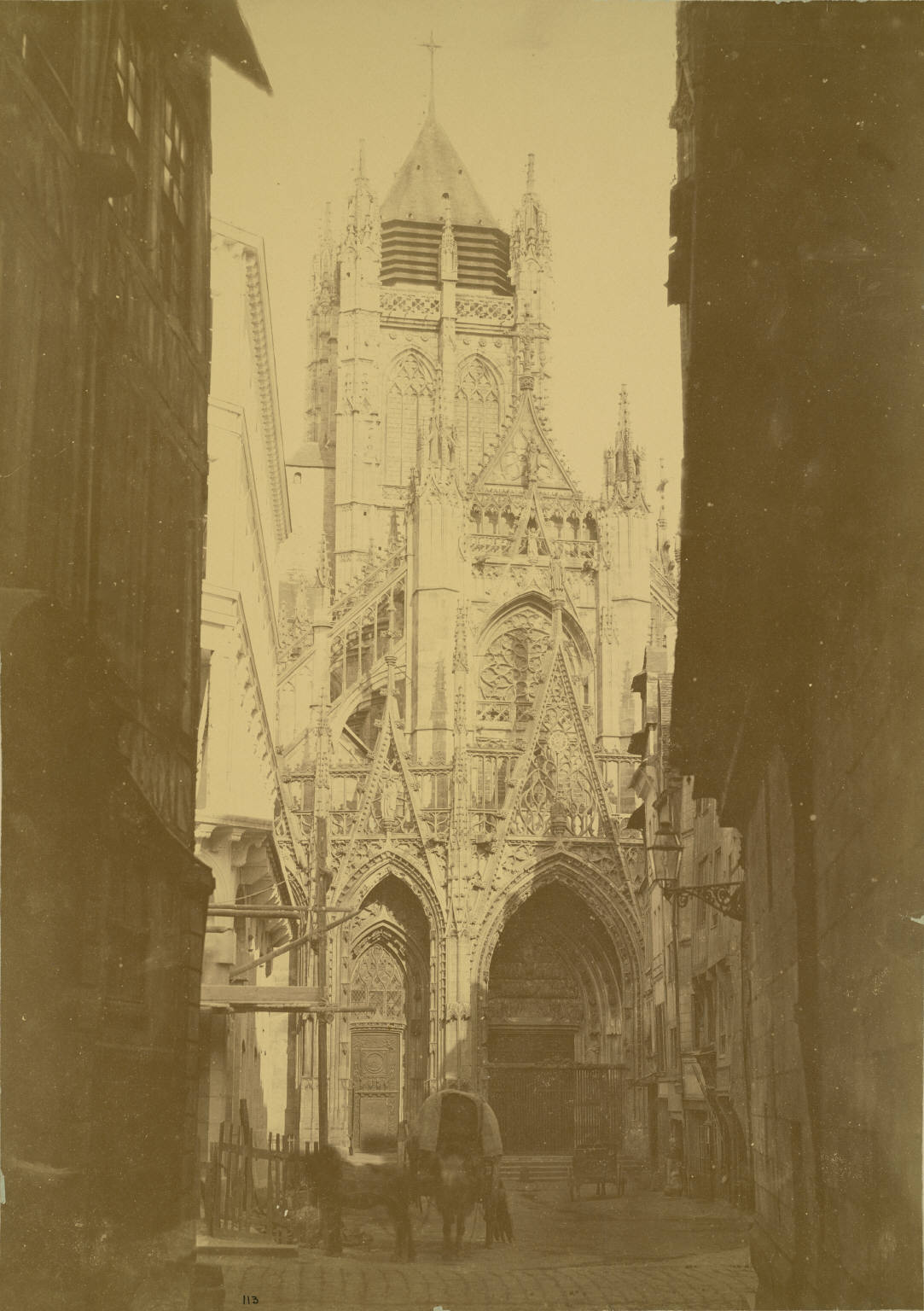
L'église Saint-Maclou où Noël Le Mire fut baptisé le 21 novembre 1724

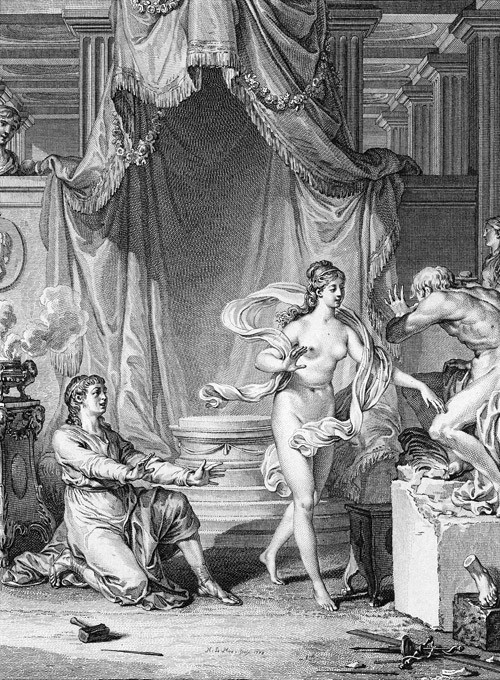
Pygmalion (Métamorphoses d'Ovide)

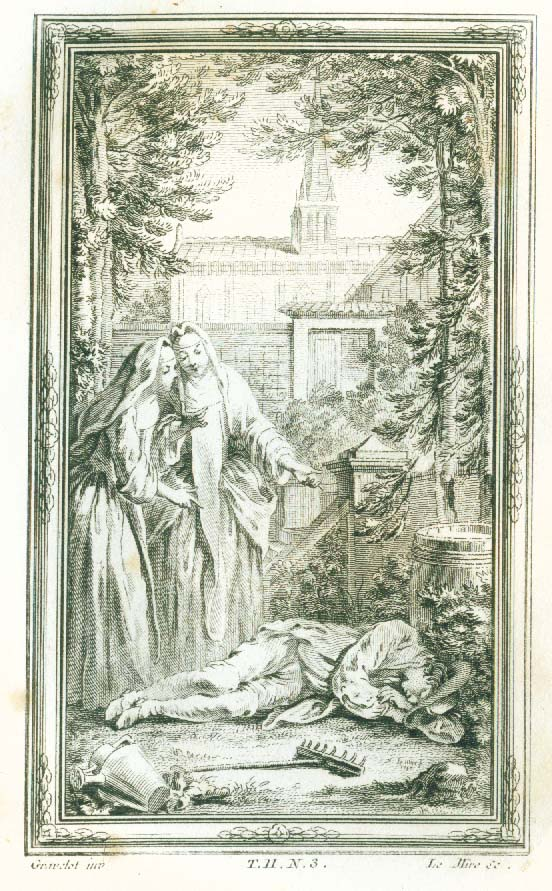
Boccace, Le Décaméron, d'après Gravelot

Noël Le Mire naît rue des Arpents, à Rouen (paroisse de Saint-Maclou), du mariage de Noël Le Mire, marinier (marchand de bois et voiturier par eau), et d'Anne-Marguerite Mancel. Il est ainsi l'aîné de treize enfants parmi lesquels on trouve Jean Le Mire (1725-1791), lieutenant de frégate dont les participations à la défense de Québec et à la guerre d'indépendance des États-Unis lui vaudront le titre de chevalier de l'ordre royal et militaire de Saint-Louis, et deux futurs graveurs, Louis et une fille dont nous ignorons le prénom.
Dès 1740, Noël Le Mire étudie l’art du dessin à la toute nouvelle école gratuite de dessin et de peinture de sa ville natale, dirigée par Jean-Baptiste Descamps, avant de se rendre à Paris, en  1745 ou 1746 selon Jules Hédou, en 1750 selon Frédéric Morvan-Becker (soit postérieurement à ses 2e prix d'après modèle au concours de 1749 et 1er prix au concours d'août 1750) où il devient l’élève de Jacques-Philippe Le Bas. Jules Hédou et Frédéric Morvan-Becker s'accordent à citer la lettre adressée le 9 mai 1751 au graveur suédois Jean Eric Rehn par Jacques-Philippe Le Bas (« Notre Normand Le Mire gagne par jour ses dix-huit livres. Il a, pour une petite figure debout qu'il a faite en six jours, cent livres. »), interprétant, par la tranche élevée des revenus ainsi évoqués, que Le Bas situe alors Le Mire parmi ses meilleurs « employés ». 
Le Mire, dont le burin était fin et spirituel, a su rendre avec une grande perfection les tableaux de David Teniers le Jeune, d’après lesquels, à l’exemple de son maître, il aimait à s’exercer. Le Mire réussit surtout dans la vignette, et celles qu’il grava pour les Contes de La Fontaine, édition dite des Fermiers-Généraux, pour les Métamorphoses d’Ovide et le Temple de Gnide, sont fort estimées des amateurs.
Habile graveur, Le Mire avait également beaucoup de talent pour l’exécution des petits portraits et on distingue ceux de Henri IV, de Frédéric le Grand, de Joseph II et de Louis XV pour leur fini précieux. Il a illustré le  Décaméron de Boccace, les Œuvres de Pierre Corneille, de Racine, de Crébillon, de Voltaire, de Rousseau, les Fables de La Fontaine d’après les dessins de Jean-Baptiste Oudry.
Les autres œuvres de ce graveur se composent de marines et de paysages ; des portraits de Jeanne d'Arc, de Washington, du marquis de Lafayette, de Piron, de Crébillon, de Mademoiselle Clairon, couronnée par Melpomène, de Jupiter et de Danaé, d’après le Carrache, de la Mort de Lucrèce, d’après André del Sarte, de la Vue du mont Vésuve, tel qu’il était en 1757, des Nouvellistes flamands et l’Étang du château de Teniers, de la Curiosité ou la Lanterne magique, des Restes d’un temple de Vénus dans l’île de Nisida, de l’Arc-de-Triomphe de Titus, et du Partage de la Pologne ou le Gâteau des Rois. Curieuse, cette dernière estampe composée et exécutée par Le Mire est aujourd’hui de la plus grande rareté. La planche en était à peine terminée, que l’autorité supérieure en ordonna la destruction. Toutefois, le lieutenant-général Sartine, qui estimait Le Mire, lui accorda un délai de vingt-quatre heures, dont celui-ci se hâta de profiter pour faire tirer un certain nombre d’épreuves avant la destruction de la planche. Une de ces épreuves se trouve à la bibliothèque de Rouen, collection Leber.
Noël Le Mire a illustré les belles éditions de Voltaire et de Jean-Jacques Rousseau. Ses derniers ouvrages font partie de la magnifique collection dite Galerie de Florence.
Le Mire était membre associé des Académies de Rouen (1769), de Vienne (1768) et de Lille (1783). Le frère puiné de Le Mire, Louis, a été son élève pour la gravure. Il a également formé une de ses sœurs ainsi que Jean-Pierre Houël et Rémi Delvaux. On ignore si des enfants naquirent de son mariage avec Barbe Desmoulins ; Frédéric Morvan-Becker émet la possibilité qu'un Cours d'études de dessin à l'usage de MM. les aspirants aux écoles navales dessiné par Lemire aîné, chez l'auteur, rue de la Harpe n°80, paru vers 1830, soit, au vu de la coïncidence de l'adresse, l'œuvre d'un fils de notre artiste.
Les traits de Noël Le Mire nous sont restitués par le buste, œuvre du sculpteur Anatole Marquet de Vasselot qui, parmi les douze qui ornent les murs extérieurs du Musée des beaux-arts de Rouen, est situé sur la façade nord (côté place Restout, premier buste à gauche).
Parmi ses élèves, on compte Louis-Charles Ruotte.

## Sélection d’œuvres

### Gravures d'interprétation
- Le Berger, d'après Nicolaes Berchem[6] ;
- La curiosité, d'après Richard Brakenburgh[6] ;
- Décollation de Saint Jean-Baptiste, sur un dessin d'Antoine Borel d'après Guido Reni[7] ;
- Portrait de Mademoiselle Clairon, d'après Hubert-François Gravelot[8] ;
- Vue du Vésuve tel qu'il était en 1757, d'après Charles François Lacroix de Marseille, 1762[9] ;
- Portrait de La Fayette et Portrait de George Washington, d’après Jean-Baptiste Le Paon[10] ;
- Portrait d’Alexis Piron, d’après Nicolas-Bernard Lépicié ;
- Vue du bassin et de la ville de Bruges et La grande rade hollandaise, d'après Hendrik van Minderhout ;
- Le gâteau des rois ou le Partage de la Pologne en 1772, d’après Jean-Michel Moreau ;
- La Vierge et Saint Sébastien, d'après Parmigianino[6] ;
- La crainte, d'après Jean-Baptiste Le Prince[11] ;
- Plafond du théâtre de Bordeaux et Portrait de Claude Rousselet, abbé de l'église Sainte-Geneviève de Paris, d'après Jean Baptiste Claude Robin ;
- La mort de Lucrèce, d'après Andrea del Sarto[12].
- L'Annonciation de la Vierge, d'après Francesco Solimena[6] ;
- Latone vengée, d'après David Téniers le Jeune[6] ;
- Portrait d’un inconnu, d’après van Dyck, gravure à la sanguine manière du crayon grand format.

### Contributions bibliophiliques
- Voltaire, Œuvres de M. de Voltaire, nouvelle édition considérablement augmentée, enrichies de figures en taille-douce, 11 volumes, frontispice Buste de Voltaire flanqué de deux femmes, au-dessous d'un angelot tenant une lyre et des trompettes, en arrière-plan le Temps sur les marches du temple de l'Immortalité, gravé par Noël Le Mire d'après Charles Eisen, Lambert, Paris, 1751[13].
- Érasme, L'éloge de la Folie traduit du latin d'Érasme par Nicolas Gueudeville, figures gravées d'après Charles Eisen par Jacques-Nicolas Tardieu, Noël Le Mire, Jean-Baptiste Delafosse, Louis Legrand, Jean-Jacques Flipart et Jacques Aliamet, chez Jean-Augustin Grangé, Jacques-François Mérigot, Charles II Robustel et Jean-Noël Le Loup, 1751.
- Abbé J.-F. de La Baume-Desdossat, La Christiade ou le Paradis reconquis, pour servir de suite au Paradis perdu de Milton, gravures d'après Charles Eisen par Noël Le Mire et Jean-Baptiste Delafosse, chez Vase, Bruxelles, 1753.
- Pierre Joseph de Bourcet, Carte géographique du Haut-Dauphiné et de la frontière ultérieure, frontispice gravé par Noël Le Mire d'après Hubert-François Gravelot, Paris, 1758[14].
- Jean Racine, Œuvres de Racine, gravures d'après Jacques de Sève par Jacques Aliamet, Jean-Charles Baquoy, Juste Chevillet, Jean-Jacques Flipart, Louis Legrand, Noël Le Mire, Louis-Simon Lempereur, Dominique Sornique et Jacques-Nicolas Tardieu, trois tomes, Imprimerie Le Breton, Paris, 1760.
- Jean-Jacques Rousseau, Recueil d'estampes pour La nouvelle Héloïse, gravées d'après Hubert-François Gravelot par Jacques Aliamet, Pierre-Philippe Choffard, Jean-Jacques Flipart, Noël Le Mire, Louis-Simon Lempereur, Jean Ouvrier et Augustin de Saint-Aubin, chez Duchesne, libraire à Paris, 1761[15].
- Jean de La Fontaine, Contes et nouvelles en vers, gravures d'après Charles Eisen par Jacques Aliamet, Jean-Charles Baquoy, Jean-Baptiste Delafosse, Jean-Jacques Flipart, Noël Le Mire, Louis-Simon Lempereur, Jean-Jacques Le Veau et autres, deux volumes imprimés par Barbou aux frais des fermiers généraux, 1762.
- Pierre Patte, Monuments érigés en France à la gloire de Louis XV, précédés d'un tableau des progrès des arts et des sciences sous ce règne, ainsi que d'une description des honneurs et monuments de gloire accordés aux grands hommes, tant chez les anciens que chez les modernes, vignette de titre gravée d'après François Boucher par Charles-Nicolas Cochin (père) et par Noël Le Mire pour le portrait du Roi[16], Statut pédestre de Louis XV (pour la ville de Valenciennes) par Jacques Saly et Statut équestre de Louis XV par Edmé Bouchardon, d'après les dessins de Martin Marvie, Pierre Patte, Dessaint et Saillant, Paris, 1765.
- Germain François Poullain de Saint-Foix, Œuvres complètes de M. de Saint-Foix, historiographe des Ordres du Roi, 6 volumes, le premier enrichi d'un portrait en frontispice gravé par Noël Le Mire d'après Claude Pougin de Saint-Aubin, contribution de Clément-Pierre Marillier pour les ornements, Veuve Duchesne, Paris, 1778.
- Jean-Claude Richard de Saint-Non, Voyage pittoresque, ou description des royaumes de Naples et de Sicile, cinq volumes, chez Jean-Baptiste Delafosse, Paris, 1781-1786.
- Salomon Gessner, Œuvres, gravures d'après Jean-Michel Moreau, chez Antoine-Augustin Renouard, Paris, An VII (1799)

### Ex-libris
- Bibliothèque Jean-Baptiste Descamps[2]

## Expositions
- Métamorphoses - La collection de gravures de Stanislas Auguste Poniatowski, Royal Lazienki Museum, Varsovie, mai-septembre 2013[17].

## Réception critique
- « Les vignettes qu'il exécuta ne sont pas dénuées d'adresse. On reconnaît, en effet, un burin agréable et élégant dans les petites planches que Noël Le Mire grava d'après les dessins de Gravelot, et le crayon ingénieux du dessinateur est bien rendu. Noël Le Mire avançait beaucoup ses planches à l'eau-forte et usait du burin uniquement pour parfaire son œuvre. » - Georges Duplessis[18]
- « Noël Le Mire occupe, à côté de Choffard, de Gaucher, de Nicolas de Launay et d'Augustin de Saint-Aubin, le premier rang parmi les artistes qui ont gravé la vignette et le portrait de livre. Ce graveur célèbre, qui a eu pour dessinateurs les plus fameux vignettistes, Gravelot, Eisen, Moreau, qui a collaboré aux principaux livres à figures du XVIIIe siècle, qui a même gravé à lui seul un des plus beaux, Le Temple de Gnide, qui a exprimé la grâce de la femme comme aucun autre, le seul peut-être qui ait su traduire jusqu'à la perfection les plus voluptueux dessins d'Eisen, mérite d'être appelé, dans un petit genre bien entendu, un grand maître. » - Roger Portalis et Henri Béraldi[4]
- « Le Mire est un des graveurs qui marque le passage des conventions d'un type à une interprétation de plus en plus libre. » - Ève Duperray[19]

## Musées et collections publiques

### France
- Musée Jean-de-La-Fontaine, Château-Thierry, Contes et nouvelles en vers de M. de La Fontaine[7].
- Musée-bibliothèque François-Pétrarque, Fontaine-de-Vaucluse, Laure en médaillon[19].
- Musée des beaux-arts d'Orléans, Décollation de Saint-Jean-Baptiste, sur un dessin d'Antoine Borel d'après Guido Reni[7].
- Bibliothèque nationale de France, Paris.
- École nationale supérieure des beaux-arts, Paris[20].
- Musée Carnavalet, Paris, Jean-Jacques Rousseau herborisant[21], La rêveuse[22], La crémière[23], Portrait de Louis XVI.
- Musée du Louvre, Paris, Monuments érigés en France à la gloire de Louis XV par Pierre Patte, 1765[16].
- Musée national de l'éducation, Rouen, Claire, Claire ! Les enfants chantent la nuit quand ils ont peur !, d'après Hubert-François Gravelot[24].
- Château de Versailles, Portrait de Mademoiselle Clairon d'après Hubert-François Gravelot, ancienne collection du Roi Louis-Philippe Ier[8].

### Pays-Bas
- Rijksmuseum, Amsterdam, La grande rade hollandaise, d'après Hendrik van Minderhout.

### Pologne
- Musée national de Varsovie, Le gâteau des rois, d'après Jean-Michel Moreau[25].
- Royal Lazienki Museum de Varsovie, Vénus pleure son cher Adonis (Les Métamorphoses), d'après François Boucher[26] ; Le gâteau des rois, d'après Jean-Michel Moreau[27].

### Royaume-Uni
- Waddesdon Manor, Buckinghamshire[28].
- British Museum, Londres, Vue du Vésuve tel qu'il était en 1757, d'après Charles François Lacroix de Marseille, 1762[9].
- Victoria and Albert Museum, Londres, La mort de Lucrèce, d'après Andrea del Sarto[12].

### Suisse
- Bibliothèque de Genève, Collection complète des œuvres de J.-J. Rousseau, citoyen de Genève[29].

### États-Unis
- Boston Athenæum, Boston, Portraits de La Fayette et de George Washington, d'après Jean-Baptiste Le Paon.
- Musée des beaux-arts de Boston, Œuvres de Salomon Gessner, 1799.
- Fogg Art Museum, Cambridge (Massachusetts)[6].
- Centre d'art britannique de Yale, New Haven, Voyage pittoresque, ou description des royaumes de Naples et de Sicile, de Jean-Claude Richard de Saint-Non.
- Metropolitan Museum of Art, New York, George Washington, d'après Jean-Baptiste Le Paon.
- Morgan Library and Museum, New York, Le premier baiser de l'amour, d'après Jean-Michel Moreau[30].
- Bibliothèque du Congrès, Washington, Portraits de La Fayette et de George Washington, d'après Jean-Baptiste Le Paon[10].
- National Gallery of Art, Washington, Pygmalion (Les Métamorphoses)[31].
- Clark Art Institute, Williamstown (Massachusetts), La crainte, d'après Jean-Baptiste Le Prince[11].

## Collections privées
- Jean-Georges Wille[32]
- Charles Van Hulthem[33].